# Johann Günther Bach (1703-1756)
Johann Günther Bach (1703-1756) fue un tenor y viola alemán.
Hijo de Johann Christoph Bach (1673-1727) y nieto de Johannes Christian Bach, nació en Gehren. Fue músico en Erfurt hasta 1735, luego pasó a dedicarse a la enseñanza hasta su muerte.